# 戴維斯山 (埃爾斯沃思地)

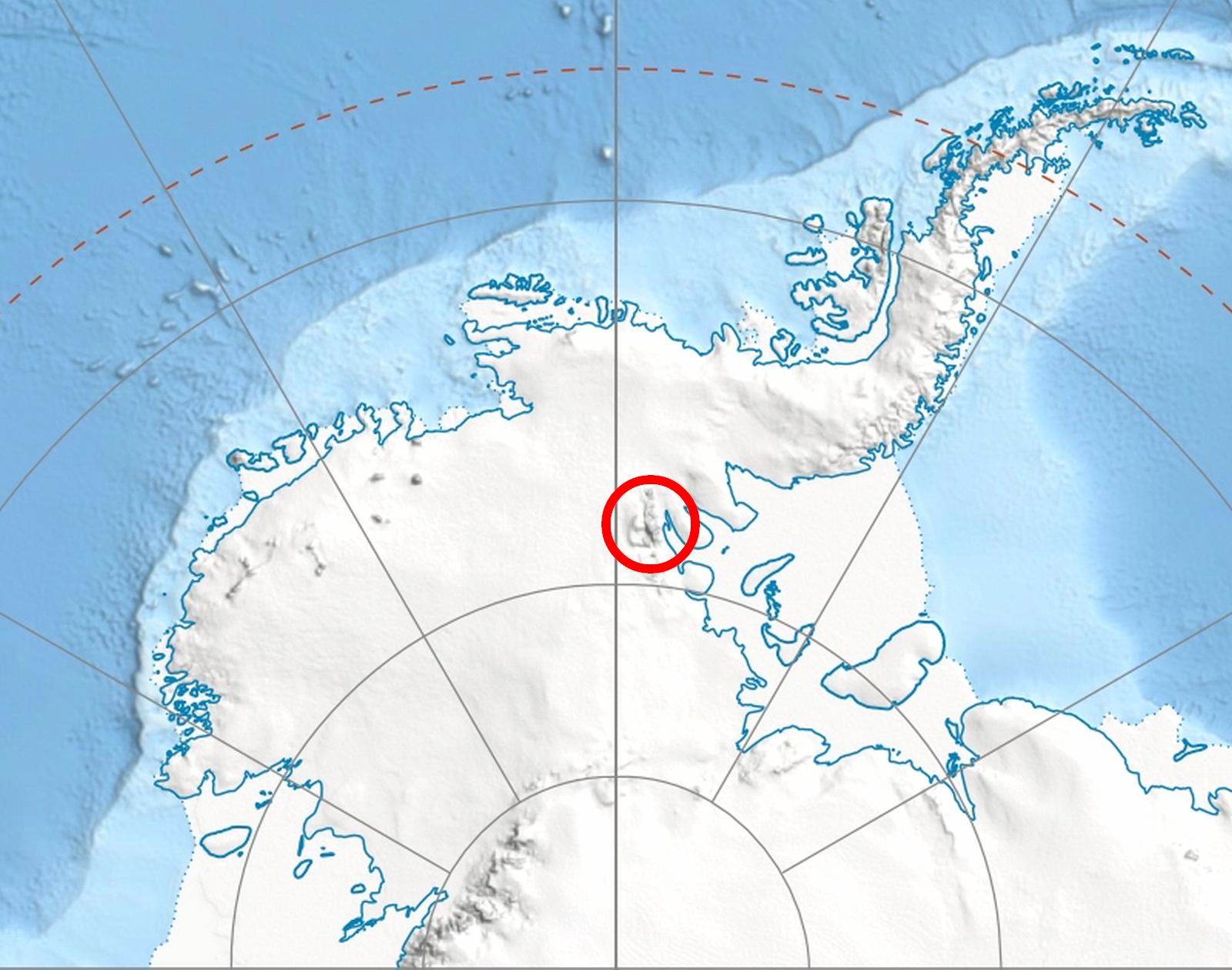

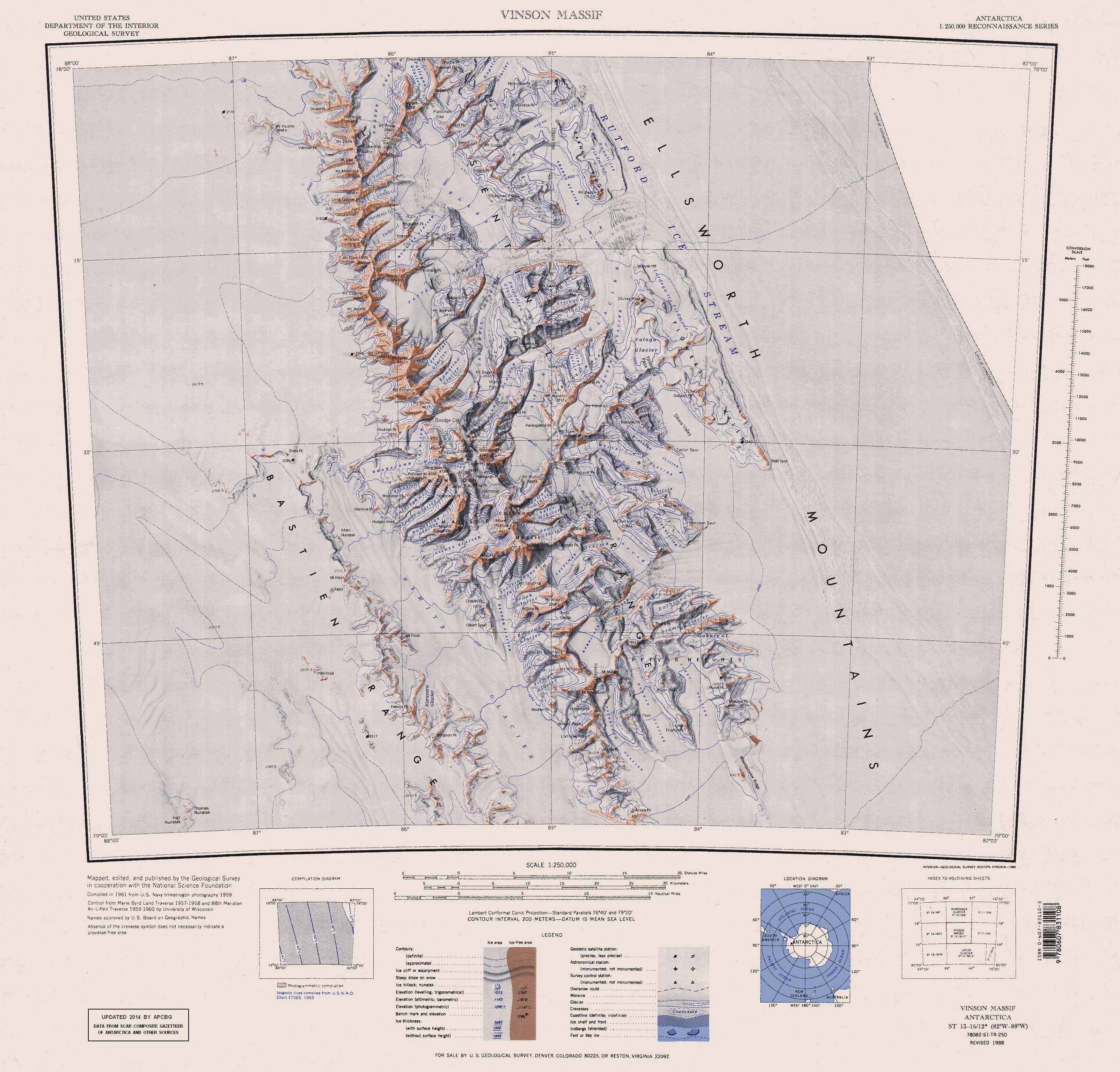

戴維斯山（英語：Mount Davis），是南極洲的山峰，位於埃爾斯沃思地，處於本特利山以北1.6公里和赫爾山東南面2.4公里，屬於埃爾斯沃思山脈中森蒂納爾嶺的一部分，現時由南極條約體系管理。